# Richard C. Hulbert, Jr.
Richard Charles Hulbert, Jr. (* 28. Mai 1955 in San Diego, Kalifornien) ist ein US-amerikanischer Wirbeltier-Paläontologe. Er ist emeritierter Sammlungsmananager am Florida Museum of Natural History.

## Leben
Hulbert ist der Sohn von Harriett Peterson Hulbert und Richard C. Hulbert, Sr. Nach seinem Abschluss an der Memorial High School in Houston, Texas, im Mai 1973 schrieb er sich an der University of Texas at Austin ein. Im Mai 1976 schloss er sein Studium mit Auszeichnung ab und erhielt einen Bachelor of Science in Zoologie. Ab Herbst 1976 absolvierte er sein Masterstudium in der Abteilung für Geowissenschaften der University of Texas at Austin, das er im Dezember 1979 mit der Arbeit Linear Discriminant Analysis and Variability of Pleistocene and Holocene Leporidae of Texas abschloss. Für sein Doktoratsstudium wechselte er im Januar 1981 an das Department of Zoology der University of Florida.  Während seiner Zeit an der Universität hatte er zahlreiche Stellen als Forschungs- und Lehrassistent sowohl am Department of Zoology als auch am Florida State Museum inne. Im Mai 1987 wurde er mit der Dissertation Phylogenetic systematics, biochronology, and paleobiology of late neogene horses (family Equidae) of the Gulf Coastal Plain and the Great Plains unter der Leitung von Bruce J. MacFadden, S. David Webb und Douglas S. Jones zum Ph.D. promoviert.
Von August 1990 bis Mai 2000 war er außerordentlicher Professor an der Abteilung für Geologie und Geographie der Georgia Southern University. Von Juni 2000 bis September 2022 war er Sammlungsmanager an der Abteilung für Wirbeltierpaläontologie am Florida Museum of Natural History der University of Florida in Gainesville.
Hulbert ist Mitglied der Society of Vertebrate Paleontology, der Paleontological Society und der Willi Hennig Society. Er befasst sich mit vielen Aspekten der Paläontologie von Säugetieren, insbesondere deren Systematik, Evolution, Paläoökologie und Morphometrie.
Hulbert ist Autor oder Co-Autor von zahlreichen wissenschaftlichen Beiträgen, die in Fachzeitschriften wie Nature, dem Journal of Vertebrate Paleontology und dem Journal of Paleontology veröffentlicht wurden. 2001 erschien sein Buch The Fossil Vertebrates of Florida. 2006 veröffentlichte er in Zusammenarbeit mit Gary S. Morgan und Jon A. Baskin die Monographie Cenozoic Vertebrates of the Americas: Papers to Honor S. David Webb.

## Dedikationsnamen
Nach Hulbert sind die fossile Ruderentenart Oxyura hulberti Emslie, 1992, die fossile Pferdeart Heteropliohippus hulberti Kelly, 1995 sowie die fossile Hörnchenart Nototamias hulberti Pratt & Morgan, 1989 benannt.

## Erstbeschreibungen von Richard C. Hulbert, Jr.
- Calippus cerasinus Hulbert, 1988
- Calippus elachistus Hulbert, 1988
- Calippus maccartyi Hulbert, 1988
- Cormohipparion emsliei Hulbert, 1988
- Equus pseudaltidens Hulbert, 1995
- Erethizon poyeri Hulbert, 1997
- Georgiacetus Hulbert, Petkewich, Bishop, Bukry & Aleshire, 1998
- Georgiacetus vogtlensis Hulbert, Petkewich, Bishop, Bukry & Aleshire, 1998
- Nannippus morgani Hulbert, 1993
- Pachydactylus atorquatus Bauer, Barts & Hulbert, 2006
- Protohippus gidleyi Hulbert, 1988
- Pseudhipparion hessei Webb & Hulbert, 1986
- Pseudhipparion simpsoni Webb & Hulbert, 1986
- Pseudhipparion skinneri Webb & Hulbert, 1986
- Rhizosmilodon Wallace & Hulbert, 2013
- Rhizosmilodon fiteae Wallace & Hulbert, 2013
- Synthetoceras davisorum Hulbert & Whitmore, 2006
- Tapirus lundeliusi Hulbert, 2010
- Tapirus webbi Hulbert, 2005